# Claude Gensac
Claude Jeanne Malca Gensac (Acy-en-Multien, 1 maart 1927 – Parijs, 27 december 2016) was een Franse actrice.

## Biografie
In 1947 studeerde Gensac af aan het Conservatoire national supérieur d'art dramatique in Parijs. Alvorens ze zich specialiseerde in de komedie, speelde ze enkele grote dramatische rollen. Daaronder zijn haar belangrijkste prestaties als 'Madame de Montespan' in de televisieserie La Caméra explore le temps en in Comment épouser un millionnaire ?.
Ze debuteerde in de filmwereld in 1952 in de film La Vie d'un honnête homme van Sacha Guitry, waarin ze de goede speelde aan de zijde van de later overbekende acteur Louis de Funès.
Claude Gensac was twee keer getrouwd: in de periode 1951 tot 1955 met acteur Pierre Mondy en van 1958 tot 1977 met Henri Chemin, een autocoureur.
Gensac debuteerde, ook in 1952, in de theaterwereld in Sans Cérémonie, wederom aan de zijde van De Funès. Ze verscheen ook op de planken naast Edwige Feuillère in La Folle de Chaillot (1974), naast Robert Manuel in Les deux vièrges (1984) en ook naast Robert Lamoureux in Le Dindon (1984).
Tot slot speelde ze ook in een twintigtal televisieseries, waaronder Marc et Sophie (1987 - 1990) en in Sous le soleil (1995 - 1996).

## Filmografie
- 1950 - Sucre et sécurité
- 1952 - La Vie d'un honnête homme
- 1959 - La Caméra explore le temps
- 1960 - La Caméra explore le temps
- 1964 - Comment épouser un premier ministre
- 1964 - Les Cinq Dernières Minutes
- 1965 - Le journal d’une femme en blanc
- 1965 - Les sultans
- 1967 - Les grandes vacances
- 1967 - Oscar
- 1968 - Le Gendarme se marie
- 1969 - Hibernatus
- 1970 - Le Gendarme en balade
- 1970 - Le Bal du comte d'Orgel
- 1971 - Jo
- 1973 - La Dame de trèfle
- 1973 - Le Plumard en folie
- 1976 - L'aile ou la cuisse
- 1976 - Le Chasseur de chez Maxim's
- 1977 - Moi, fleur bleue
- 1979 - L'Avare
- 1981 - La soupe aux choux
- 1982 - Le Gendarme et les Gendarmettes
- 1985 - Le Gaffeur
- 1987 - Marc et Sophie
- 1987 - Poule et frites
- 1988 - Changement de cap
- 2001 - Absolument fabuleux
- 2005 - Sous le soleil
- 2007 - La Prophétie d'Avignon

## Theater
- 1965 - La Dame de chez Maxim van Georges Feydeau in Parijs
- 1978 - La Cage aux folles van Jean Poiret in Parijs
- 1983 - L'Étiquette van Françoise Dorin in Parijs
- 1984 - Le Dindon van Georges Feydeau in Parijs